# لوريا
لوريا (بالإيطالية: Loria)‏ هي بلدية في مقاطعة تريفيزو بمنطقة فنيتة، شمال إيطاليا. تقع على بعد 50 كيلومترًا (31 ميلًا) شمال غرب مدينة البندقية، و30 كيلومترًا (19 ميلًا) غرب تريفيزو.